# Lucio Orazio Barbato
Lucio Orazio Barbato (Roma, ... – ...; fl. V secolo a.C.) è stato un politico romano del V secolo a.C..

## Tribunato consolare
Nel 425 a.C. fu eletto Tribuno consolare con Lucio Quinzio Cincinnato, Lucio Furio Medullino e Aulo Sempronio Atratino.
Durante l'anno fu concessa una tregua di venti anni a Veio, sconfitta l'anno prima da Mamerco Emilio Mamercino davanti alle mura di Fidene, ed una tregua di tre anni agli Equi.